# Двадцать пять рассказов Веталы
«Двадцать пять рассказов Вета́лы», также «Ветала-панчавимшати» или «Веталапанчавимшати» (санскр. वेतालपञ्चविंशति, IAST: vetālapañcaviṃśati) — сборник индийских сказок на санскрите, популярный в Индии и проникший в разных обработках в литературу других народов; рассказы Веталы — демона, вселяющегося в тела умерших, который на кладбище тёмной ночью испытывает царя Викрамадитью, рассказывая ему сказки-загадки. Самая ранняя версия сборника датируется второй половиной I тысячелетия н. э.. Сказки отличаются живостью восточного колорита и остроумием.
Существует много обработок, из них лучшая — монгольский «Волшебный мертвец» или «Сидди-кюр» (санскритская siddhi — «удача», «счастье», «волшебная сила»), также «Шидит-хюр», популярный в Тибете и среди монгольских народов.

## Содержание
Все сказки заключены в рамки самостоятельной фабулы: к царю Викрамадитье приходит волшебник и предлагает ему устроить на кладбище в четырнадцатую ночь тёмной половины месяца заклинание для снискания особой волшебной силы. Царь соглашается и является в условленное время на кладбище. Там волшебник предлагает ему снять труп, висящий на дереве на некотором расстоянии, и принести его к месту заклинания. При этом царь не должен произносить ни слова.
Между тем демон Ветала, сидящий в трупе, начинает рассказывать царю, несущему труп, остроумную сказку, по окончании которой спрашивает его, кто из действующих лиц сказки должен считаться виноватым, и грозит, что в том случае, если не получит ответа, он растерзает царю сердце. Как только царь отвечает, труп повешенного вырывается из его рук и вновь висит на дереве, так что царь должен за ним возвращаться.
Демон опять рассказывает сказку и спрашивает у царя его мнение, причём повторяется та же история; таким образом возникают 25 сказок, многие из которых отличаются несомненными поэтическими достоинствами, остроумием и живостью красок чисто восточного характера.

## Переводы
- Многие переводы на южно-азиатские языки[1].
- В XIX веке появляются переводы и адаптации в Европе[1].
- Немецкий перевод с примечаниями Luber’а[3].
- Русский перевод монгольской версии «Волшебный мертвец» выполнен монголоведом Б. Я. Владимирцовым по ойратской рукописи и издан в серии «Всемирная литература» (1922).
- Новый русский перевод с санскрита филолога-индолога И. Д. Серебрякова опубликован в 1958 году Гослитиздатом.
- Адаптация — новелла «Обменённые головы» Томаса Манна (1940)[1].